# Krînîcikî, Semenivka
Krînîcikî (în ucraineană Кринички) este un sat în comuna Hotiivka din raionul Semenivka, regiunea Cernihiv, Ucraina.

## Demografie
Componența lingvistică a localității Krînîcikî
     Ucraineană (92,31%)
     Rusă (7,69%)
Conform recensământului din 2001, majoritatea populației localității Krînîcikî era vorbitoare de ucraineană (92,31%), existând în minoritate și vorbitori de rusă (7,69%).